# POC Sports
POC Sports, généralement appelé simplement POC, est une société suédoise qui fabrique des casques de ski et de snowboard, des casques de vélo, des vêtements et des lunettes de soleil. POC a été fondée en 2005 par Stefan Ytterborn. POC a sponsorisé les athlètes Danny MacAskill, Martin Söderström, Ryder Hesjedal, Gustav Larsson, Daniel Dhers, Julia Mancuso, Bode Miller, Patrik Järbyn, Steven Nyman, Travis Ganong, Chemmy Alcott, Marco Sullivan, Fabio Wibmer.